# Robert Angot
Robert Angot, signor de l'Éperonnière (Caen, 1581 – 1646), è stato un poeta e scrittore francese satirico.

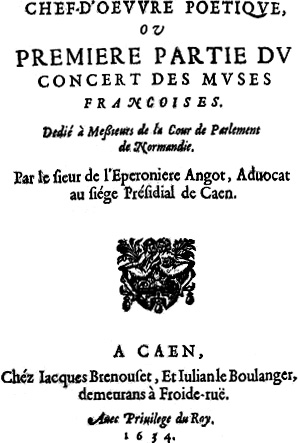
raccolta delle satire di Angot

Robert Angot era avvocato al Présidial di Caen. Ben presto diventato orfano, beneficiò della protezione di Nicolas de Malfilâtre, maestro ordinario dei conti in Normandia. Fu un accanito litigante che si spinse fino al punto da mettere alcune querele in versi. Appartiene alla tradizione della satira normanda, sulla falsariga di Vauquelin, Du Lorens, Courval-Sonnet e Auvray.
Come poeta, cominciò a cantare i suoi amori prima di dare sfogo al suo estro satirico che non aveva niente da invidiare a quello di Vauquelin de La Fresnaye. Scrisse, tra le altre cose, un'epistola per biasimare Malherbe di aver lasciato la sua città natale.

## Opere
- Œuvres satyriques d'Angot de l'Éperonnière, a cura di Frédéric Lachèvre, Parigi, Firmin-Didot, 1929
- Les exercises de ce temps, a cura di Frédéric Lachèvre, Parigi, Hachette, 1924

## Opere on line
- Le prélude poétique de Robert Angot, sieur de l'Éperonière[collegamento interrotto], Parigi, Robinot, 1603
- Les nouveaux satires et exercices gaillards de Robert Angot, sieur de l'Éperonière[collegamento interrotto], a cura di Prosper Blanchemain, Parigi, Lemerre, 1877
- Les bouquets poétiques de Robert Angot, sieur de l'Éperonière[collegamento interrotto], a cura di Prosper Blanchemain, Rouen, E. Cagniard, 1873
- Le chef-d'œuvre poétique de Robert Angot, sieur de l'Éperonière[collegamento interrotto], a cura di Prosper Blanchemain, Rouen, Boissel, 1872